# Холанд Тейлър
Холанд Тейлър (на английски: Holland Taylor) е американска филмова и телевизионна актриса. Известна е с ролите си на Рут Дънбар в сериала Bosom Buddies, като сенаторската съпруга Маргарет Пауърс в сериала The Powers That Be, съдия Робърта Китълсън в сериала „Адвокатите“ и Евелин Харпър в сериала „Двама мъже и половина“. През 1989 г. получава номинация за награда „Тони“ за пиесата „Часът на коктейлите“.

## Ранен живот
Холанд Тейлър е родена през 1943 г. Тя е третата дъщеря на майка си Верджиния и първо и единствено дете на баща си – адвокатът Си Трейси Тейлър. Родена е във Филаделфия и прекарва юношеските си години в близост до Алънтаун, където получава прякора си Пени Тейлър. На 22 години Холанд се мести в Ню Йорк с желанието да се превърне в „Голяма Бродуей звезда“.

## Личен живот
От 2015 г. има връзка с актрисата Сара Полсън.
През август 2020 г. Тейлър уточнява, че е лесбийка в интервю за подкаста LGBTQ&A.

## Избрана филмография

### Телевизия
- „Двама мъже и половина“ – Евелин Харпър (101 епизода, 2003 – 2015)
- „Монк“ – Пеги Дейвънпорт (2 епизода, 2005 – 2007)
- „Ел Връзки“ – Пеги Пийбоди (8 епизода, 2004 – 2009)
- „Али Макбийл“ – (2 епизода, 1999 – 2000)
- „Спешно отделение“ – Филис Фер (1 епизод, 1999)
- „Адвокатите“ – Съдия Роберта Китълсън (29 епизода, 1998 – 2003)
- „Голата истина“ – Камила Дейн (26 епизода, 1995 – 1998)
- „Убийство по сценарий“ – Уинифред Тейър (1 епизод, 1989)
- „Напълно непознати“ – Оливия Крауфорд (1 епизод, 1987)
- Bosom Buddies – Рут Дънбар (37 епизода, 1980 – 1982)
- „Коджак“ – Елизабет (1 епизод) (1977)
- Love Is a Many Splendored Thing – Триш Уонамейкър (1971)

### Филми
- „Майка под наем“ – Роуз (2008)
- „Пепеляшка 3“ – Прудънс (2007) (глас)
- „Мъж под наем“ – Бъни (2005)
- „Деца шпиони 3D: Краят на играта“ – бабата (2003)
- „Деца шпиони 2: Островът на изгубените мечти“ – Вабата (2002)
- „Пепеляшка 2“ – Прудънс (2002) (глас)
- „Професия блондинка“ – Професор Стромуел (2001)
- „Шоуто на Труман“ – Анджела Бърбанк (1998)
- „Романс за камъка“ – Глория (1984)